# حشره‌خوار کوتوله مالزی
 حشره‌خوار کوتوله مالزی (نام علمی: Suncus malayanus) نام یک گونه از سرده حشره‌خوارهای مشکین است.